# RMS Cambria

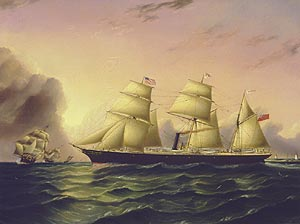
RMS Hibernia sesterská loď RMS Cambria

RMS Cambria byl kolesový parník společnosti Cunard Line vybudovaný roku 1844 v loděnicích Robert Steele & Co. ve skotském Greenocku. Na vodu byl spuštěn 1. dubna 1844 a 4. ledna 1845 vyplul na svou první plavbu na poštovní lince společnosti Liverpool-Halifax-Boston. V roce 1845 se stala nejrychlejší lodí na světě a získala Modrou stuhu za rekord v přeplutí Atlantiku, kterou držela tři roky. Poté, co na konci čtyřicátých let 19. století vstoupila do služby nová třída America, nová flotila společnosti Cunard rychle zastarala a jako jediná loď z této řady nebyla prodána a sloužila jako rezervní plavidlo. V roce 1853 z parníku byl odstraněn zadní stěžeň, v roce 1854 sloužil v krymské válce jako transportní loď. V roce 1856 si ho pronajala European & Australian Line na svou linku Marseille-Malta. V roce 1860 byl nakonec prodán do Itálie. Byla prodána italským majitelům (Agostino Bertani z Palerma) a poté Giuseppe Garibaldimu. Během kampaně za sjednocení italského poloostrova v letech 1860–1861 sloužila sardinskému námořnictvu jako vojenská transportní loď a poté italskému námořnictvu až do jejího zničení v roce 1875.
Spolu se sesterskou lodí RMS Hibernia patřil do podtřídy Hibernia, druhé generace třídy Britannia, první flotily parníků společnosti. Zajišťoval pravidelnou transatlantickou dopravu mezi Liverpoolem a Bostonem přes Halifax.